# Mehetia
L'isola di Mehetia (in lingua tahitiana: Mehetiʻa) è una piccola isola di origine vulcanica che fa parte dell'arcipelago delle Isole del Vento, che a loro volta fanno parte, insieme alle Isole Sotto Vento, dell'arcipelago delle Isole della Società.
Si trova a circa 95 km SE della penisola di Taiarapu.